# 皮斯 (密蘇里州)
皮斯（英語：Pease）是位於美國密蘇里州拉克利德縣的非建制地區。

## 歷史
皮斯的郵局於1885年設立，其後於1921年停運。

## 地理
皮斯所處的海拔為高於海平面343米（即1125英呎），而該地所採用的時區為UTC-6，即北美中部時區（CST）。同時該地設有夏令時間，為UTC-6調快一小時，即UTC-5（CDT）。